# 飯田義一

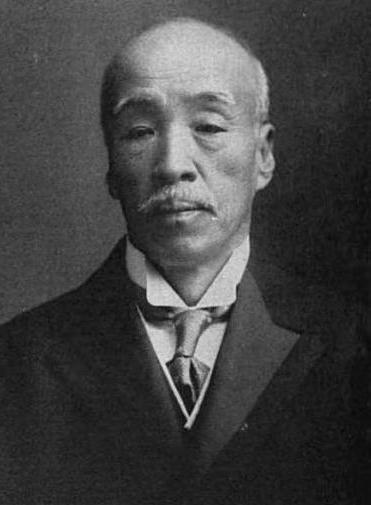
飯田 義一

飯田 義一（いいだ ぎいち、1851年1月23日 （嘉永3年12月22日） - 1924年（大正13年）2月10日）は、日本の実業家。三井物産専務理事や、三井合名参事、大正海上火災保険（現三井住友海上火災保険）会長などを歴任した。

## 人物・経歴
長門国で長州藩士飯田行三の長男として生まれる。飯田家の第13世。外国語学校、測量司学校を経て、1873年工部省入省。鉄道院参事補、鉄道局副参事等を経て、1884年に退官し、三井物産入社。インド木綿輸入体制を構築し、1893年大阪支店支配人に就任。1894年には綿花部を設立し、1898年から棉花部支配人兼務。1901年理事。1906年専務理事心得。1908年専務理事。1909年常務取締役。1911年三井合名参事、王子製紙取締役、三井鉱山取締役。1914年シーメンス事件で起訴され退任。懲役1年執行猶予3年の判決を受け勲五等を褫奪されたが、後に恩赦となり、1917年には小田柿捨次郎の家で大正海上火災保険設立の懇談会に参加。1918年には大正海上火災保険創立発起人となり、設立後は初代取締役会長に就任。1920年東京地下鉄道発起人総代。墓所は1908年3月に建立され、現在は多磨霊園13区1種5側に所在する。